# Kuusijärvi (sjö i Finland, Birkaland)
Kuusijärvi är en sjö i Finland. Den ligger i kommunen Ylöjärvi i landskapet Birkaland, i den södra delen av landet, 210 km norr om huvudstaden Helsingfors. Kuusijärvi ligger 124,5 meter över havet. Arean är 1,47 kvadratkilometer och strandlinjen är 19,21 kilometer lång. Sjön  ingår i Kumo älvs huvudavrinningsområde.   I omgivningarna runt Kuusijärvi växer i huvudsak barrskog.